# Grangropspindel
Grangropspindel (Entelecara congenera) är en spindelart som först beskrevs av O. Pickard-Cambridge 1879.  Grangropspindel ingår i släktet Entelecara och familjen täckvävarspindlar. Arten är reproducerande i Sverige. Inga underarter finns listade i Catalogue of Life.